# معاهدة القوى التسع

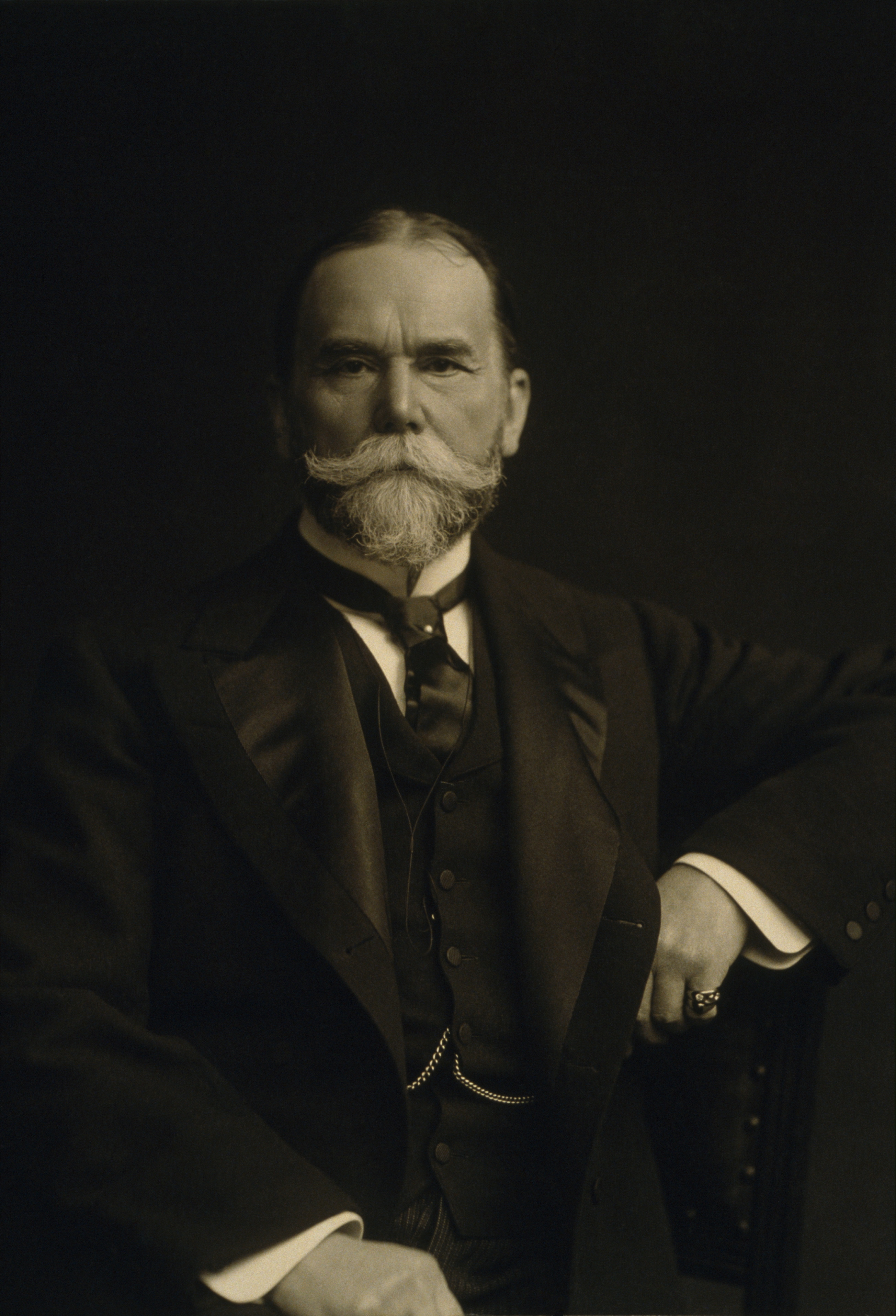

 اتفاقية القوى التسعة  هي اتفاقية تنص على تأكيد السيادة والسلامة الإقليمية للصين وفقًا لسياسة الباب المفتوح، والتي وقع عليها كل الحضور في مؤتمر واشنطن البحري في 6 فبراير 1922.
في الفترة من سبتمبر إلى نوفمبر 1899، وضع جون هاي وزير الخارجية الأمريكي «ملاحظات الباب المفتوح»، والتي عُممت دبلوماسيًا في يوليو 1900، وطالبت جميع القوى العالمية الكبرى ذات المصالح في الصين، أن تعلن رسميًا أنها سوف تحافظ على «باب مفتوح» يسمح لجميع الدول متساوين في حقوق الوصول إلى معاهدة الموانئ داخل مجالات نفوذها في الصين. وخوفًا من سعي القوى الأوروبية واليابان لإقامة مستعمرات في الصين، أضاف هاي أيضًا بنودًا تُلزم المحافظة على سلامة الصين إقليميًا وإداريًا.
على الرغم من عدم إعلان أي من القوى الكبرى اقتراح هاي، فقد أعلن هاي موافقة القوى على السياسة من حيث المبدأ، وكانت كل المعاهدات التي تمت بعد عام 1900، تتم وفقًا لسياسة الباب المفتوح. ومع ذلك، استمرت المنافسة بين القوى المختلفة للحصول على الامتيازات الخاصة في الصين سواء حقوق السكك الحديدية وحقوق التعدين والقروض والموانئ والتجارة الخارجية، وما إلى ذلك دون هوادة.
كانت الولايات المتحدة قلقة خصوصًا من التطلعات اليابانية في الصين بعد الحرب الروسية-اليابانية (1904-1905) والمطالب الواحدة والعشرين (1915)، ووقعت عدة اتفاقات مع حكومة اليابان للتعهد بالحفاظ على سياسة معتدلة نحو منشوريا والصين، كان من بين تلك الاتفاقات اتفاقية إنسينغ - إيشيي عام 1917، التي سرعان ما بدا أنها غير فعالة.
خلال مؤتمر واشنطن البحري عام 1921-1922، أثارت حكومة الولايات المتحدة مرة أخرى سياسة الباب المفتوح باعتبارها قضية دولية، وقد وقع جميع الحضور (الولايات المتحدة واليابان والصين وفرنسا وبريطانيا العظمى وإيطاليا وبلجيكا وهولندا والبرتغال) على المعاهدة الجديدة التي تهدف إلى جعل سياسة الباب المفتوح قانونًا دوليًا.
ومع ذلك، فقد افتقرت معاهدة القوى التسعة وجود لوائح تنفيذية، وعندما انتهكت من قبل اليابان عند غزوها لمنشوريا عام 1931، وتأسيسها مانشوكو، لم تستطع الولايات المتحدة سوى الاحتجاج على القضية وفرض عقوبات اقتصادية. وقد أنهت الحرب العالمية الثانية فعالية معاهدة القوى التسعة.
كانت معاهدة القوى التسعة واحدة من عدة معاهدات أبرمت في مؤتمر واشنطن البحري، وشملت اتفاقات رئيسية أخرى مثل معاهدة القوى الأربعة ومعاهدة القوى الخمسة.

## وصلات خارجية
- the full text of the Nine-Power Treaty